# Aegiphila lhotskiana
Aegiphila lhotskiana (sin. Aegiphila lhotskyana Cham.) es una especie de árbol nativo de Bolivia y del Cerrado en Brasil. Esta especie es citada en Flora Brasiliensis por Carl Friedrich Philipp von Martius.

## Usos
Es usada como planta medicinal.

## Taxonomía
Aegiphila glomerata fue descrita por Adelbert von Chamisso y publicado en Linnaea 7: 112. 1832.
Sinonimia
- Aegiphila vestita Mart. ex Moldenke[6][7]